# Miel de ulmo

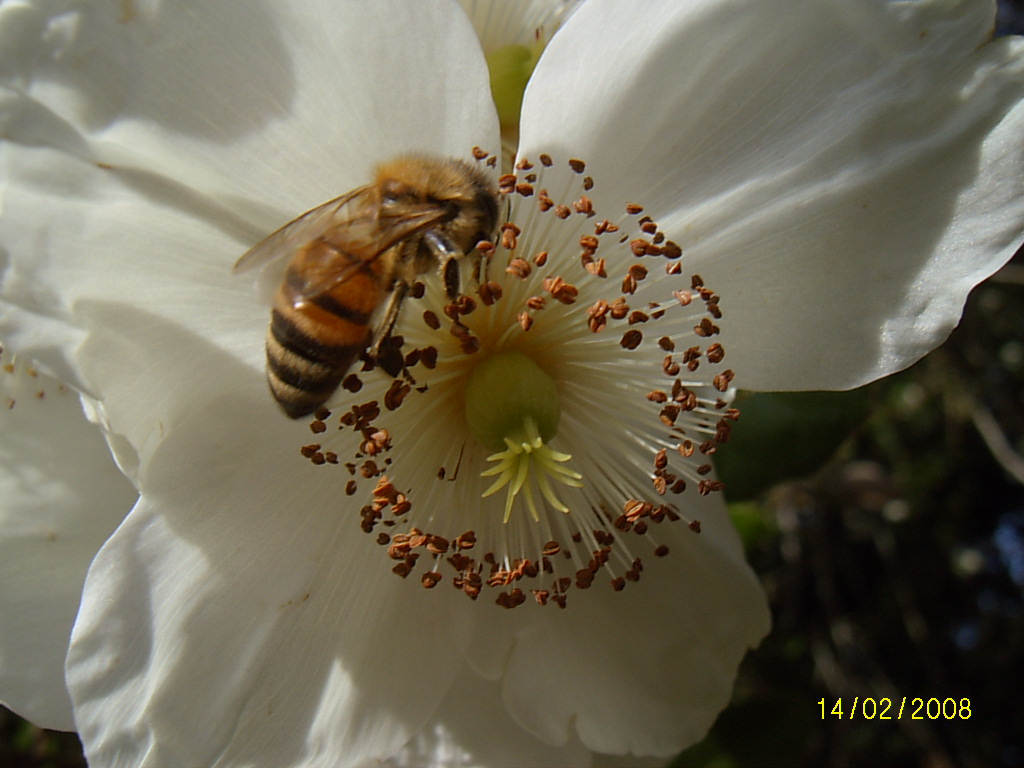
Abeja polinizando una flor de ulmo para producir miel

La miel de ulmo es aquella producida por las abejas cuando recolectan el néctar de las flores del ulmo o muermo (Eucryphia cordifolia). Esta se produce en los bosques nativos del sur de Chile, en las regiones de Los Lagos y de Los Ríos. Es perfumada, de textura cremosa y de color blanquecino, lo que la diferencia de otros tipos de miel comunes en Chile.

## Propiedades y características
Lo que caracteriza a este tipo de miel es que es rica en vitaminas, con propiedades balsámicas, antibacterianas y fungicidas. 
Actualmente se está investigando su eficacia para el control de plagas e infecciones en plantas.

## Cosecha
La flor del ulmo florece entre los meses de febrero hasta fines de abril. Las abejas cosechan y recolectan el néctar durante este periodo, preferentemente, a mediados del segundo mes. El néctar de la flor es color ámbar en el momento de la cosecha para después de un tiempo, ya en la colmena, tomar un color blanco marfil.
La producción de esta miel es fundamental para la conservación de los bosques nativos del sur de Chile, debido a que la polinización que realizan las abejas durante la cosecha ayuda a que estos no se extingan. 